# 西塞斯 (喬治亞州)
西塞斯（英語：Sixes）是位於美國喬治亞州切羅基縣的一個非建制地區。該地的面積和人口皆未知。

## 地理
西塞斯的座標為34°10′23″N 84°32′56″W / 34.17306°N 84.54889°W，而該地的平均海拔高度為295米（即968英尺）。